# Nintendo Selects
Nintendo Selects (anteriormente Player's Choice) es una etiqueta de marketing utilizada por Nintendo para promocionar los videojuegos en las videoconsolas actuales de Nintendo que se han vendido bien. Los títulos de Nintendo Selects se venden a un precio inferior al de otros videojuegos. Etiquetas similares han sido usadas por Sega ("Sega All Stars"), Sony ("Sony Greatest Hits" y "Essentials") y Microsoft ("Platinum Hits" y "Xbox Classics") para promover los videojuegos más vendidos en sus respectivas videoconsolas. En Japón, la etiqueta de descuento se introdujo en 2015 para varios títulos de Nintendo 3DS como "Happy Price Selection", aunque Corea del Sur adoptó el nombre de Nintendo Selects en un período anterior.

## Historia

### 1996–2010: Player's Choice
En América del Norte y Europa, Nintendo presentó la etiqueta el 20 de mayo de 1996 como "Player's Choice" tanto para la videoconsola Super Nintendo como para el Game Boy para distinguir los títulos que vendieron más de un millón de copias. Los videojuegos americanos NTSC con la etiqueta "Player's Choice" se pueden identificar en la Nintendo 64 con el fondo amarillo del logotipo de la videoconsola en la esquina superior derecha de la caja del videojuego. En GameCube y Game Boy Advance, los videojuegos están marcados con un cuadro amarillo en la parte superior de la caja. Los videojuegos PAL con la etiqueta "Player's Choice" tienen cajas de color plateado o platino con marcas de Player's Choice en el lado derecho de una caja de Nintendo 64 o en la parte superior de una caja de GameCube. Los videojuegos de Super Nintendo tenían las palabras "Super Nintendo Entertainment System" escritas en oro (en lugar del rojo habitual) en la caja, junto con el sello "Player's Choice".
La línea Player's Choice fue presentada para los títulos de Nintendo GameCube en enero de 2003. Los primeros títulos fueron Super Smash Bros. Melee, Pikmin y Luigi's Mansion, y cada uno se vendió por 29,99 dólares. Más tarde en ese mismo año, cuando se agregaron 6 nuevos títulos, Nintendo dividió los precios para diferentes juegos de Gamecube, de modo que algunos títulos se mantendrían 29,99 dólares mientras que otros se reducirían inmediatamente a 19,99 dólares.
En abril de 2006, "Player's Choice" se aplicó a los videojuegos de Game Boy Advance, que se vendieron por 19,99 dólares en los Estados Unidos.

### 2011–presente: Nintendo Selects
La etiqueta Player's Choice fue renombrada como Nintendo Selects el 15 de mayo de 2011. Los primeros videojuegos de Wii añadidos fueron The Legend of Zelda: Twilight Princess, Animal Crossing: City Folk, Mario Super Sluggers and Wii Sports. La versión "New Play Control!" de Pikmin 2 debutó en América del Norte como un título de Nintendo Selects, junto con la versión "New Play Control!" de Mario Power Tennis. El 28 de febrero de 2013, Nintendo anunció que el Reino Unido recibiría dos nuevos videojuegos de Nintendo Selects: Mario Party 8 y Wii Sports Resort. Estos lanzamientos coincidieron con el lanzamiento de Wii Mini, el 22 de marzo de 2013. El 22 de octubre de 2013, se anunciaron los videojuegos Super Smash Bros. Brawl, Mario Kart Wii, Super Mario Galaxy, The Legend of Zelda: Twilight Princess y Wii Sports + Wii Sports Resort para la nueva línea Nintendo Selects de Australia a un precio de 49,95 dólares australianos y 59,95 dólares neozelandeses con fecha de lanzamiento para el 7 de noviembre de 2013. El 28 de septiembre de 2015, Nintendo of Europe anunció una gama de videojuegos de Nintendo Selects para Nintendo 3DS. Luego, la etiqueta se expandió a Wii U junto con ciertos títulos de Wii y Nintendo 3DS en Canadá, lanzados el 11 de marzo de 2016, con un precio de 29,99 dólares canadienses. El 10 de marzo de 2016, se anunció una serie de Nintendo Selects para su lanzamiento el 15 de abril de 2016 en Europa.

## Títulos dePlayer's Choice

### Nintendo GameCube
- Animal Crossing
- Billy Hatcher and the Giant Egg
- Burnout
- Cars
- Crash Bandicoot: The Wrath of Cortex
- Crash Nitro Kart
- Crazy Taxi
- Dave Mirra Freestyle BMX 2
- Dragon Ball Z: Budokai
- Dragon Ball Z: Budokai 2
- Doshin the Giant
- Enter the Matrix
- Eternal Darkness: Sanity's Requiem
- F-Zero GX
- Final Fantasy Crystal Chronicles
- Finding Nemo
- Godzilla: Destroy All Monsters Melee
- Harry Potter 2
- Harry Potter 3
- Harry Potter: Quidditch World Cup
- Harvest Moon: A Wonderful Life
- Jak & Daxter: el Precursor Legacy
- Harvest Moon: Magical Melody
- James Bond 007: Agent Under Fire
- James Bond 007: Everything or Nothing
- James Bond 007: NightFire
- Kirby Air Ride
- Lego Star Wars: The Video Game
- Lego Star Wars II: The Original Trilogy
- Los Sims
- Los Sims 2
- Los Sims: Toman la calle
- Luigi's Mansion
- Madagascar
- Mario Golf: Toadstool Tour
- Marvel Nemesis: Rise of the Imperfects
- Medal of Honor: Frontline
- Medal of Honor: Rising Sun
- Mega Man Anniversary Collection
- Metroid Prime
- Metroid Prime 2: Echoes
- Mortal Kombat: Deadly Alliance
- Metal Gear Solid: The Twin Snakes
- Namco Museum
- Naruto: Clash of Ninja
- Naruto: Clash of Ninja 2
- NBA Street Vol. 2
- Need for Speed: Underground
- Need for Speed: Underground 2
- Need for Speed: Hot Pursuit 2
- Need for Speed: Most Wanted
- Over The Hedge
- Nicktoons Unite!
- Pac-Man Fever
- Pac-Man World 2/Pac-Man Vs.
- Paper Mario: The Thousand-Year Door
- Pikmin
- Pikmin 2
- Pokémon Colosseum
- Pokémon XD: Gale of Darkness
- Prince of Persia: The Sands of Time
- Prince of Persia: Warrior Within
- Rayman 3: Hoodlum Havoc
- Resident Evil
- Resident Evil Zero
- Resident Evil 4
- Shadow the Hedgehog
- Shrek 2
- The Simpsons Hit and Run
- Sonic Adventure DX
- Sonic Adventure 2: Battle
- Sonic Gems Collection
- Sonic Heroes
- Sonic Mega Collection
- Sonic Riders
- Soulcalibur II
- Spider-Man
- Spider-Man 2
- SpongeBob SquarePants: Battle for Bikini Bottom
- SpongeBob SquarePants: Lights, Camera, Pants!
- Spy Hunter
- Spyro: A Hero's Tail
- Spyro: Enter the Dragonfly
- Star Fox Adventures
- Star Fox: Assault
- Star Wars: Bounty Hunter
- Star Wars Rogue Squadron II: Rogue Leader
- Star Wars Rogue Squadron III: Rebel Strike
- Star Wars: The Clone Wars
- Super Mario Strikers
- Super Mario Sunshine
- Super Monkey Ball
- Super Monkey Ball 2
- Super Smash Bros. Melee
- Tales of Symphonia
- TimeSplitters 2
- The Chronicles of Narnia: The Lion, the Witch and the Wardrobe
- The Incredibles
- The Legend of Zelda: Four Swords Adventures
- The Legend of Zelda: The Wind Waker
- The Lord of the Rings: The Two Towers
- The Lord of the Rings: The Return of the King
- The Spongebob Squarepants Movie
- The Urbz: Sims in the City
- Tony Hawk's American Wasteland
- Tony Hawk's Pro Skater 4
- Tony Hawk's Underground
- Tony Hawk's Underground 2
- True Crime: Streets of LA
- True Crime: New York City
- Ultimate Spider-Man
- Viewtiful Joe
- Viewtiful Joe 2
- Wario World
- WWE Day of Reckoning
- WWE Day of Reckoning 2
- WWE WrestleMania XIX
- WWE WrestleMania X8
- X-Men Legends
- X-Men Legends 2
- Yu-Gi-Oh! The Falsebound Kingdom

Títulos de Player's Choice exclusivos de la región PAL:
- Madden NFL 2003
- Madden NFL 2004
- Madden NFL 2005
- Mario Party 4
- Mario Party 5
- Mario Party 6
- Mario Party 7
- Mario Power Tennis
- Mario Superstar Baseball
- Mortal Kombat: Deception
- Tom Clancy's Splinter Cell
- Tom Clancy's Splinter Cell: Pandora Tomorrow

### Nintendo 64
- 1080° Snowboarding
- Banjo-Kazooie
- Bomberman 64
- Bomberman Hero
- Cruis'n USA
- F-1 World Grand Prix
- F-Zero X
- GoldenEye 007
- Kobe Bryant in NBA Courtside
- The Legend of Zelda: Ocarina of Time
- Mario Kart 64
- Pokémon Snap
- Pokémon Stadium
- Snowboard Kids (PAL Only)
- Star Fox 64
- Star Wars: Rogue Squadron
- Star Wars: Shadows of the Empire
- Super Mario 64
- Super Smash Bros.
- Turok: Dinosaur Hunter
- Turok 2: Seeds of Evil
- Wave Race 64
- WCW vs. nWo: World Tour
- Yoshi's Story

### Super Nintendo Entertainment System
- Donkey Kong Country
- Donkey Kong Country 2: Diddy's Kong Quest
- Donkey Kong Country 3: Dixie Kong's Double Trouble!
- F-Zero
- The Legend of Zelda: A Link to the Past
- Mario Paint
- SimCity
- Star Fox
- Super Mario All-Stars
- Super Mario Kart
- Super Mario World
- Super Metroid
- Super Star Wars (La etiqueta Player's Choice fue borrada en relanzamientos subsecuentes)
- Tetris & Dr. Mario
- Tetris 2 (La etiqueta Player's Choice fue borrada en relanzamientos subsecuentes)
- Vegas Stakes

### Game Boy
- Castlevania: The Adventure
- Castlevania II: Belmont's Revenge
- Castlevania Legends
- Donkey Kong
- Donkey Kong Land
- Donkey Kong Land 2
- Donkey Kong Land 3
- DuckTales 2
- F-1 Race
- Godzilla
- Golf
- James Bond 007
- Kirby's Dream Land
- Kirby's Dream Land 2
- Kirby's Pinball Land
- Mario Golf
- Mario Tennis
- Mega Man in Dr. Wily's Revenge
- Mega Man II
- Metroid II: Return of Samus
- Mickey's Dangerous Chase
- Pac-Man
- Pokémon Amarillo
- Pokémon Oro, Plata y Cristal
- Pokémon Rojo y Azul
- Star Wars
- Super Mario Land
- Super Mario Land 2: 6 Golden Coins
- Super R.C. Pro-Am
- The Legend of Zelda: Link's Awakening
- The Legend of Zelda: Oracle of Ages
- The Legend of Zelda: Oracle of Seasons
- Tennis
- Tetris
- Wario Land: Super Mario Land 3
- Wave Race

### Game Boy Advance
- The Legend of Zelda: A Link to the Past/Four Swords
- Mario & Luigi: Superstar Saga
- Mario Kart: Super Circuit
- Super Robot Taisen: Original Generation[cita requerida]
- Super Robot Taisen: Original Generation 2[cita requerida]
- Pokémon Rojo Fuego y Verde Hoja
- Super Mario Advance
- Summon Night[cita requerida]
- Summon Night: Swordcraft Story 2[cita requerida]
- Super Mario World: Super Mario Advance 2
- Super Mario Advance 4: Super Mario Bros 3
- Yoshi's Island: Super Mario Advance 3
- Golden Sun[cita requerida]
- Golden Sun: The Lost Age[cita requerida]
- Castlevania: Aria of Sorrow[cita requerida]
- Castlevania: Circle of the Moon[cita requerida]
- Castlevania: Harmony of Dissonance[cita requerida]

## Títulos deNintendo Selects

### Wii

#### América
- The Legend of Zelda: Twilight Princess
- Animal Crossing: City Folk
- Mario Super Sluggers
- Wii Sports
- Punch-Out!!
- Donkey Kong Country Returns
- Mario Strikers Charged
- Super Mario Galaxy
- Super Mario Galaxy 2
- Super Mario All-Stars 25th Anniversary Edition (Soundtrack CD y Libro no incluidos)
- Super Paper Mario
- Pikmin 2
- Mario Power Tennis (New Play Control)

#### Europa
- Wii Sports
- Animal Crossing: City Folk
- WarioWare: Smooth Moves
- Mario Strikers Charged
- The Legend of Zelda: Twilight Princess
- Super Paper Mario
- Wii Sports Resort
- James Cameron's Avatar: The Game
- Mario Party 8
- PokéPark Wii: Pikachu's Adventure
- Super Smash Bros. Brawl
- Rayman Raving Rabbids
- Rayman Raving Rabbids 2
- Rayman Raving Rabbids TV Party
- Red Steel
- Mario Kart Wii
- Mario Party 8
- Mario Party 9
- Mario Power Tennis (New Play Control)
- New Super Mario Bros. Wii
- Wii Party
- Super Mario Galaxy
- Super Mario Galaxy 2 (Disco para principiantes no incluido)

### Nintendo 3DS
- Ace Combat: Assault Horizon Legacy (Solo en Japón)
- Animal Crossing: New Leaf Welcome Amiibo
- Donkey Kong Country Returns 3D
- DoraEigo: Nobita to Yōsei no Fushigi Collection (Solo en Japón)
- Fire Emblem Awakening (Solo en Japón)
- Frozen: Olaf's Quest (Solo en América)
- Gotouchi Tetsudou: Gotouchi Chara to Nihon Zenkoku no Tabi (Solo en Japón)
- Harvest Moon 3D: A New Beginning (Solo en Japón)
- Kirby: Triple Deluxe
- The Legend of Zelda: A Link Between Worlds
- The Legend of Zelda: Majora's Mask 3D
- The Legend of Zelda: Ocarina of Time 3D
- Lego City Undercover: The Chase Begins
- Luigi's Mansion: Dark Moon
- Mario Party: Island Tour
- Mario Tennis Open
- Mario & Luigi: Dream Team
- Monster Hunter Generations (Solo en Japón)
- Nintendo presenta: New Style Boutique (Solo en Europa)
- Nintendogs + Cats
- Paper Mario: Sticker Star (Solo en Europa)
- Puyo Puyo Chronicle (Solo en Japón)
- Ridge Racer 3D (Solo en Japón)
- Rune Factory 4 (Solo en Japón)
- Shingeki no Kyojin: Humanity in Chains (Solo en Japón)
- Star Fox 64 3D
- Super Mario 3D Land
- Super Mario Maker for Nintendo 3DS
- Taiko no Tatsujin (Solo en Japón)
- Tales of the Abyss (Solo en Japón)
- Teddy Together (Solo en Japón)
- Tomodachi Life (Solo en América)
- Ultimate NES Remix (Solo en América)
- Yoshi's New Island

### Wii U
- Captain Toad: Treasure Tracker (Solo en Europa)
- Donkey Kong Country: Tropical Freeze
- FAST Racing Neo (Solo en Nintendo eShop en Europa)
- Lego City Undercover
- Mario Party 10 (Solo en Europa)
- NES Remix Pack (Solo en América)
- New Super Mario Bros. U + New Super Luigi U (Solo en Europa)
- Nintendo Land
- Pikmin 3
- Sonic & All-Stars Racing Transformed (Solo en América)
- SteamWorld Collection (Solo en Nintendo eShop en Europa)
- Super Mario 3D World
- The Legend of Zelda: The Wind Waker HD
- Wii Party U (Solo en Europa)